# Pötting
Pötting ist eine Gemeinde  in Oberösterreich im Bezirk Grieskirchen  im Hausruckviertel mit 570 Einwohnern (Stand 1. Jänner 2024).

## Geographie

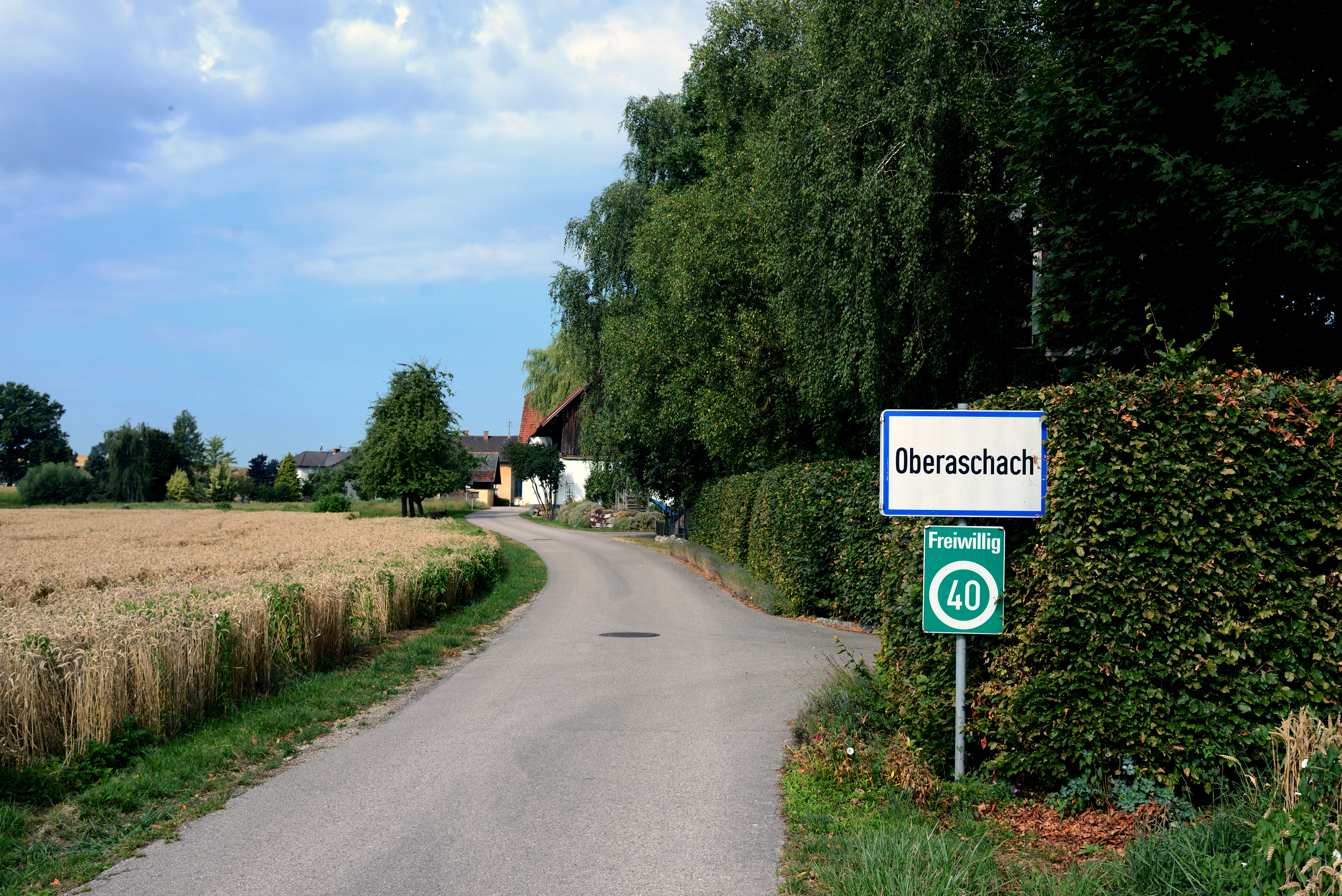
Ortschaft Oberaschach

Pötting liegt auf 381 m ü. A. Höhe im Hausruckviertel an der auf etwa 370 m ü. A. im Norden vorbeifließenden Dürren Aschach. Bewaldete Hügelkuppen am nördlichen und südlichen Rand der Gemeinde erreichen eine Höhe von 420 m ü. A. Die Ausdehnung beträgt von Nord nach Süd 6,5 Kilometer, von West nach Ost 3,2 Kilometer. Die Gesamtfläche beträgt 7,43 Quadratkilometer, etwa 5 Prozent der Fläche sind bewaldet, 85 Prozent werden landwirtschaftlich genutzt.

### Gemeindegliederung
Das Gemeindegebiet umfasst zwölf Ortschaften (in Klammer Einwohnerzahl Stand 1. Jänner 2024):
- Albrechtsberg (34)
- Dürrnaschach (10)
- Kronlach (13)
- Moos (29)
- Oberaschach (42)
- Obernfürth (60)
- Pötting (260)
- Rumpfendopl (9)
- Spielmannsberg (23)
- Straßhof (4)
- Sumeding (68)
- Unternfürth (18)

Die Gemeinde besteht aus zwei Katastralgemeinden (Fläche Stand 31. Dezember 2023):
- Pötting (393,99 ha)
- Spielmannsberg (349,36 ha)

Die Gemeinde liegt im Gerichtsbezirk Grieskirchen.

### Nachbargemeinden
|         | Peuerbach                                   |              |
| Kallham | Kompassrose, die auf Nachbargemeinden zeigt | Michaelnbach |
|         | Taufkirchen an der Trattnach                | Tollet       |

## Geschichte

### Ortsgeschichte
Die erste schriftliche Erwähnung des Ortsnamens „Pötting“ erfolgte im Jahr 1371, andere Ortschaften im Gemeindegebiet wurden allerdings schon deutlich früher erwähnt, wie etwa Sumeding um das Jahr 1110.
Ursprünglich im Ostteil des Herzogtums Bayern liegend, gehörte das Ortsgebiet seit dem 12. Jahrhundert zum Herzogtum Österreich. Seit 1490 wird er dem Fürstentum Österreich ob der Enns zugerechnet. Während der Napoleonischen Kriege war der Ort mehrfach besetzt. Seit 1918 gehört der Ort zum Bundesland Oberösterreich. Nach dem Anschluss Österreichs an das Deutsche Reich am 13. März 1938 gehörte der Ort zum Gau Oberdonau. 1945 erfolgte die Wiederherstellung Oberösterreichs.

### Einwohnerentwicklung
1991 hatte die Gemeinde 504 Einwohner, bis 2001 stieg die Einwohnerzahl auf 539. Von 2001 bis 2011 hoben sich die positive Geburtenbilanz (+33) und die negative Wanderungsbilanz (−32) beinahe auf, sodass die Bevölkerungszahl mit 540 nahezu konstant blieb.

## Kultur und Sehenswürdigkeiten

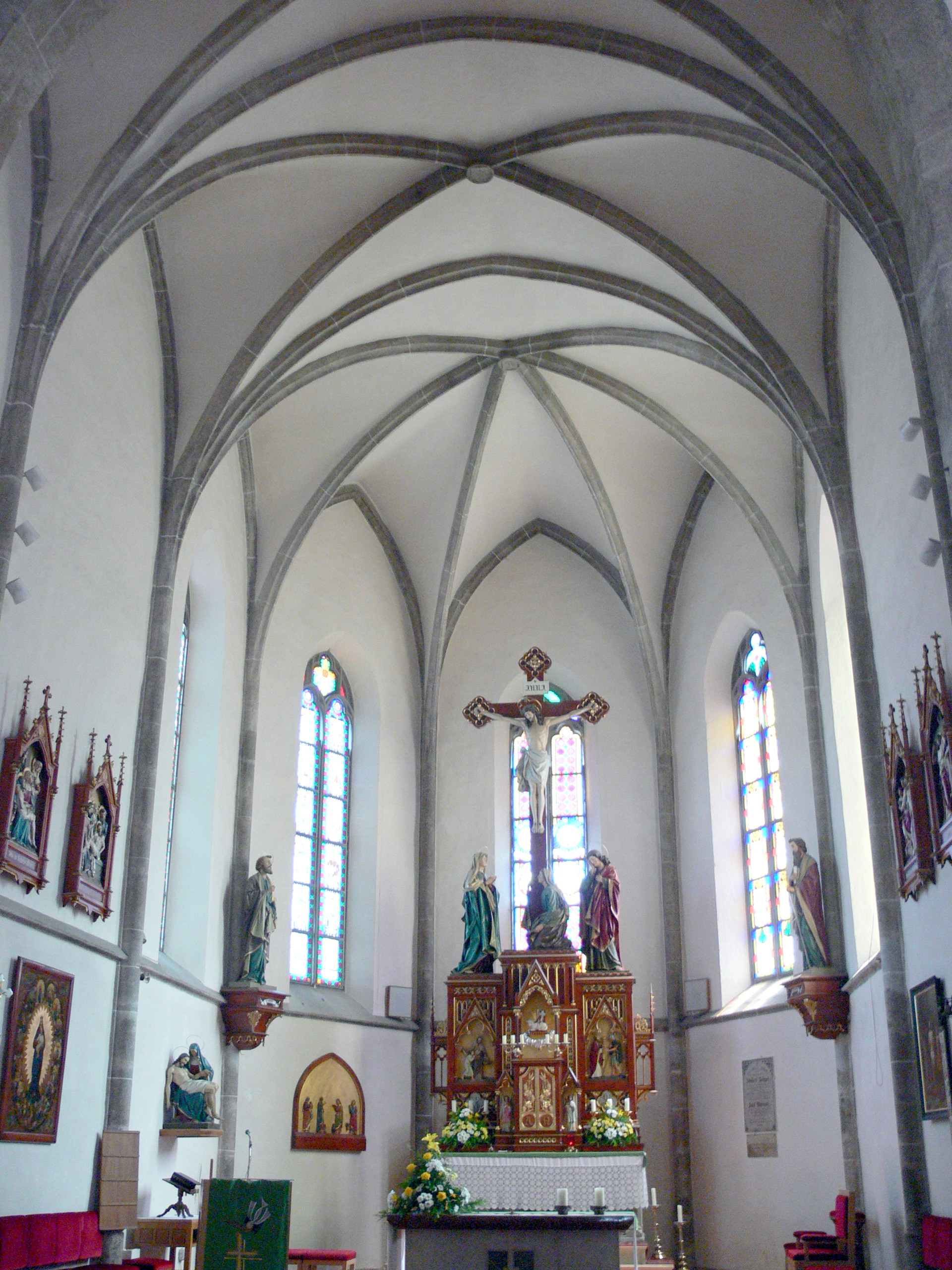
Pfarrkirche Pötting

- Katholische Pfarrkirche Pötting Kreuzauffindung: Die gotische Hallenkirche macht einen hohen und weiten Raumeindruck.

## Wirtschaft und Infrastruktur

### Wirtschaftssektoren
Von den 35 landwirtschaftlichen Betrieben des Jahres 2010 wurden 17 im Haupt-, 16 im Nebenerwerb, eine von einer Personengemeinschaft und eine von einer juristischen Person geführt. Im Produktionssektor arbeiteten 37 der 43 Erwerbstätigen im Bereich Herstellung von Waren. Die wichtigsten Arbeitgeber im Dienstleistungssektor waren die Bereiche Verkehr (45), soziale und öffentliche Dienste (17) und Handel (14 Erwerbstätige).
| Wirtschaftssektor            | Anzahl Betriebe | Anzahl Betriebe | Erwerbstätige | Erwerbstätige |
| Wirtschaftssektor            | 2011            | 2001            | 2011          | 2001          |
| ---------------------------- | --------------- | --------------- | ------------- | ------------- |
| Land- und Forstwirtschaft 1) | 35              | 45              | 27            | 34            |
| Produktion                   | 6               | 3               | 43            | 38            |
| Dienstleistung               | 26              | 10              | 85            | 27            |

1) Betriebe mit Fläche in den Jahren 2010 und 1999

### Arbeitsmarkt, Pendeln
Im Jahr 2011 lebten 278 Erwerbstätige in Pötting. Davon arbeiteten 70 in der Gemeinde, fast drei Viertel pendelten aus.

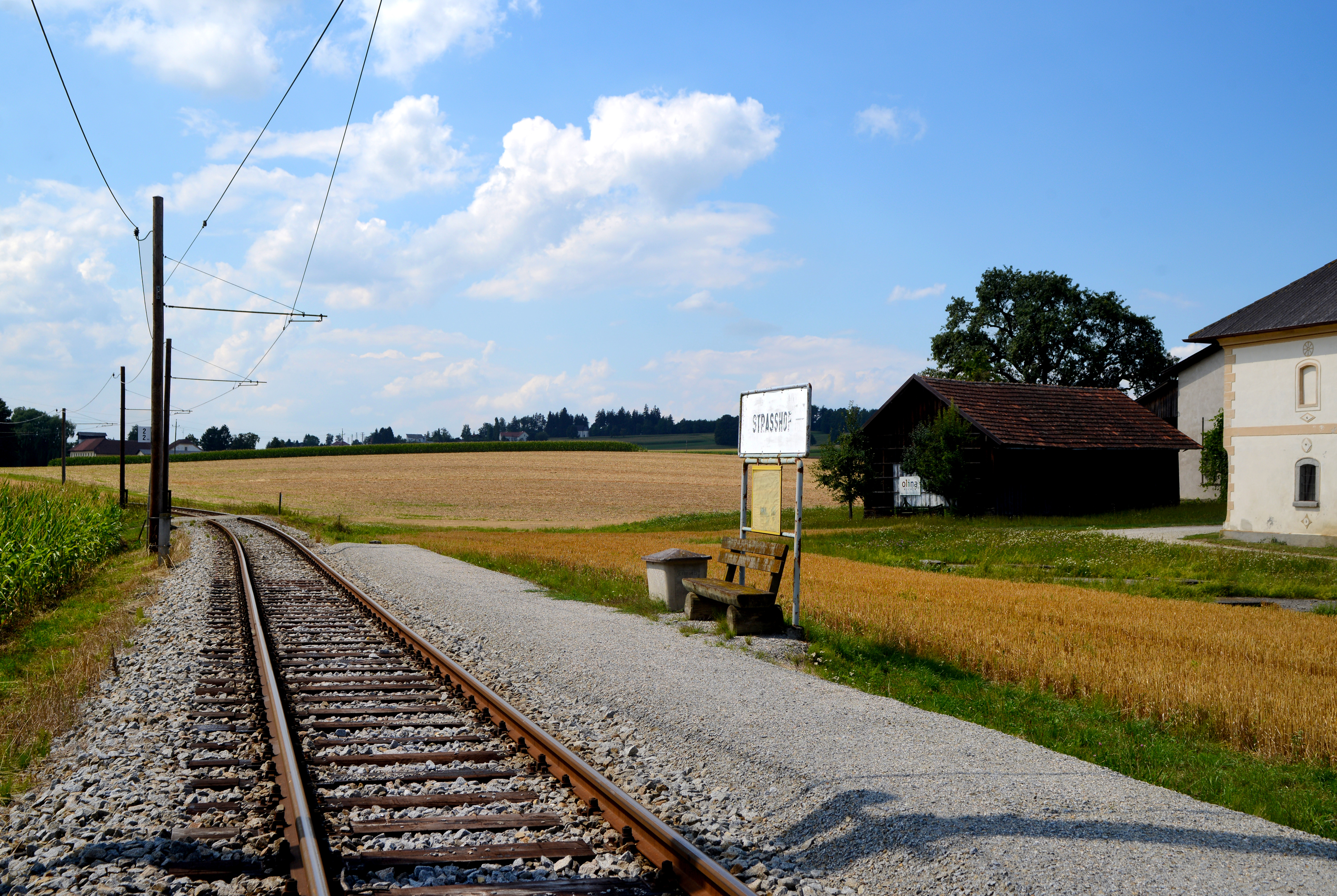
Haltestelle Strasshof der Lokalbahn

### Verkehr
- Eisenbahn: Die Eisenbahnlinie von Neumarkt-Kallham über Waizenkirchen nach Eferding führt durch die Gemeinde Pötting.[12]
- Straße: In Pötting kreuzen sich die Peuerbacher Straße und die Pöttinger Straße.

## Politik

### Gemeinderat
Der Gemeinderat hat 13 Mitglieder.
- Mit den Gemeinderats- und Bürgermeisterwahlen in Oberösterreich 2003 hatte der Gemeinderat folgende Verteilung: 11 ÖVP und 2 SPÖ.
- Mit den Gemeinderats- und Bürgermeisterwahlen in Oberösterreich 2009 hatte der Gemeinderat folgende Verteilung: 11 ÖVP und 2 SPÖ.
- Mit den Gemeinderats- und Bürgermeisterwahlen in Oberösterreich 2015 hatte der Gemeinderat folgende Verteilung: 11 ÖVP und 2 SPÖ.
- Mit den Gemeinderats- und Bürgermeisterwahlen in Oberösterreich 2021 hat der Gemeinderat folgende Verteilung: 10 ÖVP und 3 SPÖ.[13]

### Bürgermeister
Bürgermeister seit 1855 waren:
- 1855–1861 Joseph Lackner
- 1861–1864 Josef Wiesinger
- 1864–1867 Josef Ziegler
- 1867–1870 Martin Waldenberger
- 1870–1873 Martin Hager
- 1873–1876 Franz Eiblhuber
- 1876–1876 Martin Anzengruber
- 1876–1879 Martin Hager
- 1879–1882 Franz Eiblhuber
- 1882–1885 Georg Hagmair
- 1885–1888 Franz Eiblhuber
- 1888–1891 Ludwig Eibl
- 1891–1894 Martin Waldenberger
- 1894–1897 Ludwig Eibl
- 1897–1900 Josef Schauer
- 1900–1903 Johann Anzengruber
- 1903–1906 Josef Schauer
- 1906–1910 Johann Anzengruber
- 1910–1912 Josef Schauer
- 1912–1916 Josef Hangweirer
- 1916–1924 Johann Haböck
- 1924–1929 Franz Schauer
- 1929–1936 Johann Haböck
- 1936–1938 Matthias Mayr
- 1938–1941 Alois Mayr
- 1941–1945 Rudolf Mayr
- 1945–1961 Ludwig Schaur
- 1961–1977 Ludwig Burgholzer
- 1977–1997 Alois Hangweyrer
- seit 1997 Peter Oberlehner (ÖVP)

### Wappen
Blasonierung:
„In Grün eine silberne, schräglinke, erniedrigte Wellenleiste; oben ein goldenes, geradarmiges Tatzenhochkreuz, unten ein goldenes Irrlicht.“
Die Gemeindefarben sind Grün-Gelb-Schwarz.
Das Gemeindewappen wurde 1992 verliehen. Das Kreuz steht für das Kirchenpatrozinium der Kreuzerhöhung, das Irrlicht erinnert an die Sage vom „Lichtl in der Au“, die auf Erlösung wartende, ruhelose Seele eines auf der Flucht in einem Tümpel ertrunkenen Verbrechers. Die Wellenleiste symbolisiert die das Gemeindegebiet durchfließende Dürre Aschach.

## Persönlichkeiten
- Franz Eiblhuber (1891–1950), katholischer Priester, Lehrer und Landtagsabgeordneter; Ehrenbürger von Pötting